# Disenochus longipes
Disenochus longipes är en skalbaggsart som beskrevs av Sharp 1903. Disenochus longipes ingår i släktet Disenochus och familjen jordlöpare. Inga underarter finns listade i Catalogue of Life.